# Moravské Knínice
Moravské Knínice är en ort i Tjeckien.   Den ligger i regionen Södra Mähren, i den östra delen av landet, 170 km sydost om huvudstaden Prag. Moravské Knínice ligger 272 meter över havet och antalet invånare är 775.
Terrängen runt Moravské Knínice är huvudsakligen kuperad, men den allra närmaste omgivningen är platt. Moravské Knínice ligger nere i en dal. Runt Moravské Knínice är det mycket tätbefolkat, med 1 573 invånare per kvadratkilometer. Närmaste större samhälle är Brno, 13,3 km sydost om Moravské Knínice. Trakten runt Moravské Knínice består till största delen av jordbruksmark.